# 国土利用計画法
国土利用計画法（こくどりようけいかくほう、昭和49年6月25日法律第92号）は、重要な資源である国土を、総合的かつ計画的に利用することに関する法律である。
土地利用基本計画の作成や、土地取引の規制を定めている。1974年（昭和49年）6月25日に公布された。

## 構成
- 第1章 総則（第1条 - 第3条）
- 第2章 国土利用計画（第4条 - 第8条）
- 第3章 土地利用基本計画等（第9条 - 第11条）
- 第4章 土地に関する権利の移転等の許可（第12条 - 第22条）
- 第5章 土地に関する権利の移転等の届出（第23条 - 第27条の10）
- 第6章 遊休土地に関する措置（第28条 - 第35条）
- 第7章 審議会等及び土地利用審査会（第36条 - 第39条）
- 第8章 雑則（第40条 - 第45条）
- 第9章 罰則（第46条 - 第50条）
- 附則

## 概要

### 国土利用計画
- 全国計画：国が国土形成計画と一体的に策定することとされており、国土審議会、都道府県知事の意見聴取などを経て、閣議決定する（法第5条）[1]。
- 都道府県計画：都道府県が全国計画を基本として、審議会、市町村長の意見聴取などを行い、都道府県議会の議決を経て、定めることができる（自治事務、法第7条）。
- 市町村計画：市町村が都道府県計画を基本として、住民意向を反映させたうえで、市町村議会の議決を経て定めることができる（自治事務、法第8条）[2]。

### 土地利用基本計画
都道府県は土地利用基本計画において、以下の区域を定めることとなっている（法第9条）。
1. 都市地域
2. 農業地域
3. 森林地域
4. 自然公園地域
5. 自然保全地域

### 土地取引の規制制度
国土利用計画法では、国土を、規制区域、監視区域、注視区域、その他一般と分類している。
規制区域制度（許可制）
都市計画区域にあっては、その全部又は一部の区域で土地の投機的取引が相当範囲にわたり集中して行われ、又は行われるおそれがあり、及び地価が急激に上昇し、又は上昇するおそれがあると認められるもの、都市計画区域以外の区域にあっては、前述の事態が生ずると認められる場合において、その事態を緊急に除去しなければ適正かつ合理的な土地利用の確保が著しく困難となると認められる区域に都道府県知事によって指定される（法第12条）。
土地の取引面積に関わらず、土地取引に関して都道府県知事の許可が必要となる（法第14条第1項）。許可を得ずになされた契約は無効となる（法第14条第3項）。都道府県知事は、許可の申請があったときは、その申請があった日から起算して6週間以内に、許可又は不許可の処分をしなければならない（法第17条第1項）。
規制区域に所在する土地について土地に関する権利を有している者は、不許可の処分を受けたときは、都道府県知事に対し、当該土地に関する権利を買い取るべきことを請求することができる（法第19条第1項）。
処分に不服がある者は、土地利用審査会に対して審査請求をすることができる（法第20条第1項）。土地利用審査会の裁決に不服がある者は、国土交通大臣に対して再審査請求をすることができる（法第20条第5項）。処分の取消しの訴えは、当該処分についての審査請求に対する土地利用審査会の裁決を経た後でなければ、提起することができない（審査請求前置主義）。
規制区域は、取引の制限につながるため、制度創設以後、指定された区域は存在しない。
監視区域制度（事前届出制）
都道府県知事は、当該都道府県の区域のうち、地価が急激に上昇し、又は上昇するおそれがあり、これによって適正かつ合理的な土地利用の確保が困難となるおそれがあると認められる区域を、期間を定めて、監視区域として指定することができる（法第27条の6）。
都道府県が規則で定める面積以上の土地取引を行う際に、都道府県知事へ事前の届出が必要となる（法第27条の7）。
バブル期の地価高騰に対処するため、1987年の法改正により創設された制度であり、1993年11月1日の時点では1212市町村において指定されていたが、現在は小笠原村のみが指定されている。小笠原村では、都市計画区域内（父島・母島）において500m2以上の土地取引を行う際に事前届出が必要である（2020年1月4日までの期間を定めて東京都知事により指定がされた）。なお東京都では条例により、2000m2未満の土地取引に関する事前届出は、小笠原村に事務処理を委任していて、村長は、届出書を受理したときは、遅滞なく、その意見を付して、これを都知事に送付しなければならないこととしている。
注視区域制度（事前届出制）
都道府県知事は、当該都道府県の区域のうち、地価が一定の期間内に社会的経済的事情の変動に照らして相当な程度を超えて上昇し、又は上昇するおそれがあるものとして国土交通大臣が定める基準に該当し、これによって適正かつ合理的な土地利用の確保に支障を生ずるおそれがあると認められる区域を、期間を定めて、注視区域として指定することができる（法第27条の3）。
注視区域内において土地を取引する契約を結ぼうとする際、「一定の面積以上の」「一団の土地に関する権利を」「対価を得て移転・設定する契約をしようとする者」は、都道府県知事へ事前の届出が必要となる（法第27条の4）。
1998年の法改正により、後述の事後届出制が土地取引規制の中核へと移行したことに伴って創設されたが、制度創設以後、指定された区域は存在しない。
事後届出制（全国）
規制区域・監視区域・注視区域以外の土地で、「一定の面積以上の」「一団の土地に関する権利を」「対価を得て移転・設定する契約をした権利取得者」は、原則として、契約後2週間以内に、当該土地が所在する市町村の長を経由して、都道府県知事に届出なければならない（法第23条）。
- 面積要件（注視区域、事後届出制共通）
  - 市街化区域：2,000m2以上
  - 市街化調整区域・非線引き都市計画区域：5,000m2以上
  - 準都市計画区域・都市計画区域外：10,000m2以上
  - 監視区域においては、上記の区域ごとの面積に満たない範囲で、都道府県の規則で定める。
- 一団の土地
  - 個々の取引では面積要件を満たさなくても、物理的・計画的な一体性をもって複数の土地に関する権利が取得されることを「一団の土地」という。この場合、事後届出制においては権利取得者側において、監視区域制度・注視区域制度においては権利取得者・権利設定者双方において、「一団の土地」が面積要件を満たすと、個々の取引について届出が必要である。
  - たとえば市街化区域において、売主Aが2,000m2の土地を買主B,C,D,Eに4分割して売却する場合、買主（権利取得者）が面積要件を満たさないので、事後届出制においては届出は不要であるが、売主（権利設定者）は面積要件を満たすので、注視区域制度においてはB,C,D,Eのいずれも届出が必要である。一方、買主Fが、売主G,H,I,Jから各500m2の土地（合計2,000m2）を購入する場合、買主（権利取得者）が面積要件を満たすので、全ての取引について届出が必要である。
- 対価を得て移転・設定する契約
  - 贈与、相続、法人の合併、信託契約、時効による取得は投機性が認められないので、届出は不要である。
  - 契約の一方または双方の当事者が、国、地方公共団体、土地開発公社、地方住宅供給公社等である場合は届出不要である。
  - 民事調停法による調停の場合、農地法3条1項の許可を得なければならない場合には、届出不要である。一方、農地法5条による移転（転用目的権利移動）は届出が必要である。

届出と審査
届出は、対価と土地の利用目的・方法（直接的な土地の利用区分）等を記載した届出書を、市町村を経由して都道府県知事に提出する。届出を怠ると刑事罰が科されるが、規制区域以外では当該契約が無効となることはない。
届出を受けた都道府県知事は、事後届出制では土地の利用方法のみを審査する。事前届出制では対価と土地の利用目的の双方を審査する。審査の結果、問題があると判断された場合、都道府県知事は必要に応じ助言もしくは勧告を行う。勧告に従わないときは、その旨や勧告内容が公表される場合があるが、刑事罰はない。なお、勧告は届出をした日から6週間以内にしなければならない。都道府県知事は勧告をした場合において、必要があると認めるときは、その勧告を受けた者に対し、その勧告に基づいて講じた措置について報告をさせることができる。

## 国土利用計画法施行令
国土利用計画法施行令第9条により、都道府県知事は、自然的・社会的条件からみて類似の利用価値を有すると認められる地域において、土地の利用状況、環境等が通常と認められる画地（基準地という）を選定し、毎年1回、不動産鑑定士の鑑定評価を求め、7月1日における基準地の標準価格（基準地価という）を判定することと定められている。